# Коровеси, Ангелика
Ангелика Коровеси (греч.  Αγγέλικα Κοροβέση , 1952, Афины) — современный греческий скульптор, последовательница концептуализма. Известна своими работами, основанными на звуковых волнах произносимых слов.

## Работа
Коровеси училась в период 1970—1975 в Афинской школе изящных искусств, где среди её учителей был скульптор Димитрис Каламарас.
В 1976—1982 годах исследовала работы советского антрополога и скульптора Михаила Герасимова и греческого и советского антрополога Ариса Пулианоса и была награждена премией скульптора-антрополога за работы в Петралонской пещере на полуострове Халкидики.
1985 знаменут собой важный поворотный момент в творчестве художницы, в котором она в особенности стала интересоваться тщательным звуковым анализом слов, что привело к её исследованиям в Центре электронной музыки, основанном Янисом Ксенакисом.
Коровеси начала создавать произведения, в которых использовались технология, музыка и наука, приведшие в конечном итоге к 'звуковым скульптурам' получившим в дальнейшем название SonArt.
В 1988 году Коровеси была награждена муниципалитетом Афин за работу 'Work of Communication' после чего её 'звуковая скульптура', «Communication» была установлена на проспекте Месогион в Афинах.
Выставка Inmovements в 1993 году, была первой персональной выставкой художницы, где она выставляла работы по дереву, металлу и камню..
В 1994 году Коровеси представляла Грецию на 4-м скульптурном Triennale, Франция.
В 1997 году художница вновь была награждена за памятник установленный в месте Расстрела в Караколито, Беотия.
В 2001 году Коровеси приняла участие в выставке «Связанные Миры» (Connecting Worlds): Современная скульптура из стран Европейского союза на выставке в John F. Kennedy Center, Вашингтон, США.
Скульптор официально представляла Грецию на Афинской Олимпиаде 2004 года, перед открытием которой была организована её выставка «SonArt-Olympics» в афинском «Музее Воррес».
Последовали персональные выставки на Крите, в Афинах, Кёльне, Вашингтоне, Лос Анджелесе, Гааге, Брюсселе и Лондоне.
На следующей Олимпиаде в Пекине в 2008 году, Коровеси была награждена Серебряной Олимпийской медалью на Международном конкурсе скульптуры «Олимпийский дух».
Её работа Мир выставлена на площади в Пекине.
Критики упоминают как наиболее важные из работ Коровеси, на сегодняшний, день «Генезис», 1993 (Министерство культуры и туризма Греции, Афины), «Жизнь», 1997, «Вода», 1997 и «Мир», 2001.
Работы Ангелики Коровесси можно увидеть в музеях всей Греции, включая Македонский музей современного искусства , а также в разных коллекциях по всему миру.
С 5 июля по 1 сентября 2013 года была организована выставка 19 работ Коровеси в Афинском национальном археологическом музее, получившая имя Ретроспектива: Время, Формы, Понятия. (Ο χρόνος, οι μορφές, οι έννοιες).
Скульптуры Коровеси, включавшие работы с конца 80-х годов и по сегодняшний день, были установлены по всему музею и сосуществовали с древними греческими скульптурами.
Изучая связь между современной и древней греческой скульптурой, это давало возможность посетителю сравнивать и созерцать искусство, не только с художественной точки зрения, но также и с социологической, философской и исторической точки зрения.

## Избранная литература
- Prof George Nikolaidis, Athens School of Fine Arts, Inmovements Exhibition, Introduction, 1993
- George Zongolopoulos (1903—2004) , Image of the Voice, catalogue introduction, 1997
- Zoe Kosmidou, Greek Women Artists, 'The Power of Visual Logos', 2000, ISBN 978-960-87164-0-7
- Angela Tamvaki, Art Historian, Curator of the National Gallery of Greece and Soutzos Museum, Connecting Worlds exhibition catalogue, Introduction, 2001
- Laura Coyle, Curator of European Art, Corcoran Gallery of Art , Washington D.C., Connecting Worlds, 2001
- Manfred Erjautz, Washington Times, April, 2001
- Ann Gerasimos, Washington Times, 2001
- Dr Michael Doulgeridis, Curator of the National Gallery of Greece, Athens, ‘Eros the Olympian’, 2004
- Prof. Yannis Kolokotronis, Professor of Art History at the Democritus University of Thrace, New Greek Art, 1974—2004. 2008, ISBN 980960873216
- Ольга Сухарева, журнал Третьяковская галерея, Москва, 'Скульптура и Олимпизм', 2008[7][8].